# Hôtel Okura de Tokyo
L’hôtel Okura (ホテルオークラ東京) est un hôtel de luxe situé à Tokyo (Japon), ouvert en 1962. Il appartient à la chaîne des hôtels Okura et fait partie de la The Leading Hotels of the World.

## Localisation
Il est situé dans le quartier de Minato de Tokyo. 

## Historique
L'hôtel Okura est inauguré le 20 mai 1962 ; il compte alors 408 chambres. De style moderniste (lequel a grandement influencé le design et l'artisanat), il a été conçu par l'architecte Yoshio Taniguchi. En plus du bâtiment principal, une aile sud avec 388 chambres supplémentaires est ouverte le 26 novembre 1973. Situé non loin de l'ambassade américain au Japon, l'hôtel a reçu chaque président américain depuis Richard Nixon et un certain nombre de chefs d'État étrangers. Une suite impériale sécurisée permet d'accueillir les hôtes de marque et l'aile sud peut être isolée du reste des bâtiments pour accueillir à part les journalistes.
L'hôtel a également été le siège de plusieurs grands sommets internationaux et a fourni la restauration à des sommets organisés autre part. En 1976, la marque JVC choisit l'hôtel Okura pour le lancement du premier enregistreur VHS vidéocassette du monde (JVC HR-3300 (en)).
Les jardins de l'hôtel accueillent le musée d'art d'Okura, qui abrite une collection d'art japonais et est-asiatique amassée par l'industriel Ōkura Kihachirō.
Le bâtiment historique ouvert en 1962 est fermé en août 2015 pour être démoli. Pendant les travaux, l'hôtel se regroupe sur l'aile sud. Un projet de 980 millions de dollars prévoit de reconstruire l'aile originelle pour 2019, en prévision des Jeux olympiques d'été de 2020, qui se tiennent à Tokyo. Il s'agira d'un édifice mixte avec 550 chambres et 18 étages de bureaux. Ces travaux ont été accueillis avec consternation par la presse spécialisée des voyages comme de l'architecture, le journaliste Tyler Brûlé évoquant la fin d'« un chef-d'œuvre », de l'« un des hôtels modernistes les plus aimés dans le monde ». En effet, son style était iconique des années 1960. Seul le salon serait préservé à l'identique. À noter que l'hôtel Okura avait lui-même été construit lors d'une vague de modernisation en prévision des Jeux olympiques d'été de 1964.

## Dans la fiction
Dans le roman d'espionnage de Ian Fleming On ne vit que deux fois (1964), son héros James Bond loge à l'hôtel Okura.
L'hôtel apparaît dans le roman 1Q84 (2009) de Haruki Murakami.

## Galerie

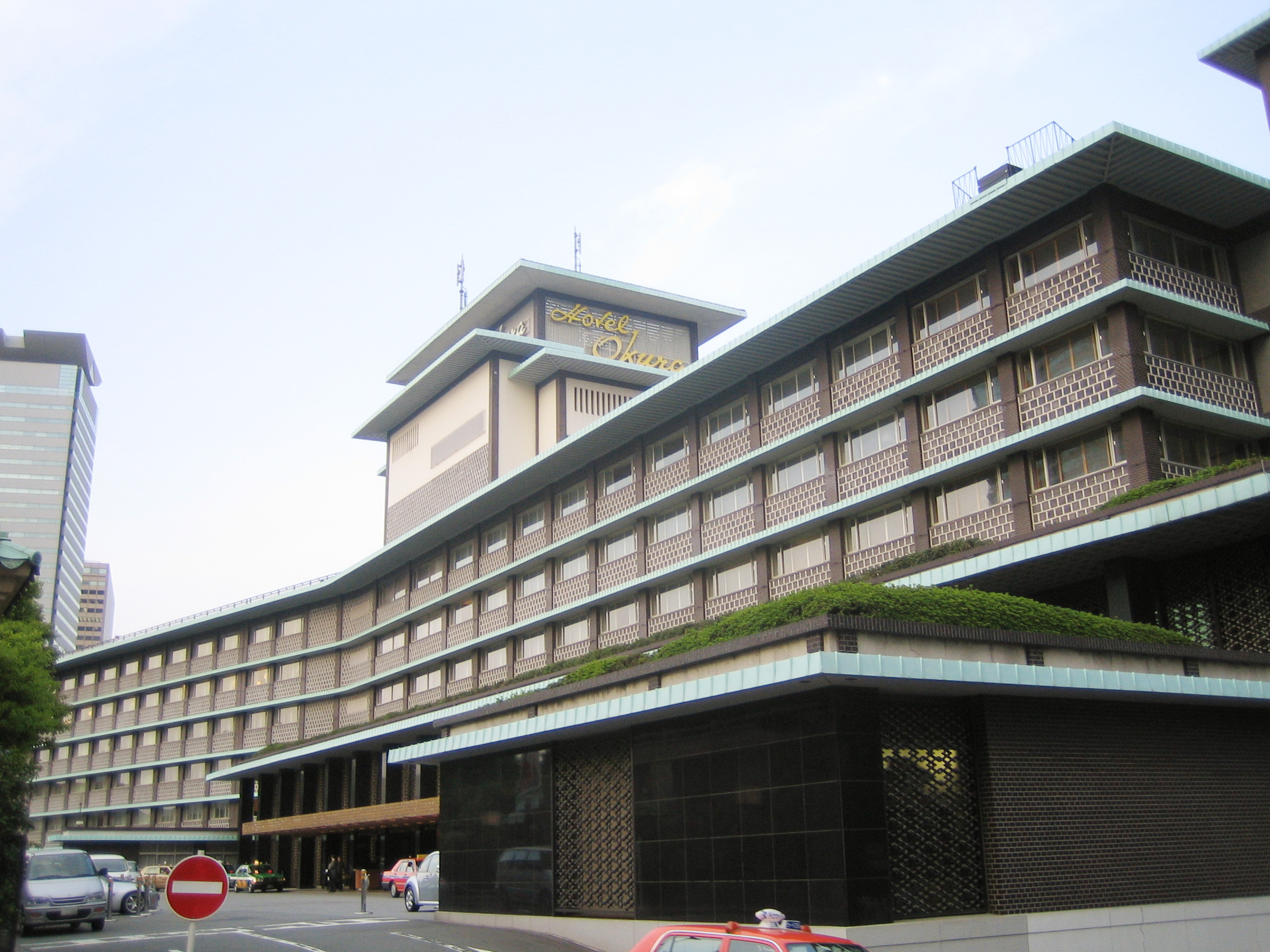
Aile principale originale de 1962 avant sa démolition, 2006
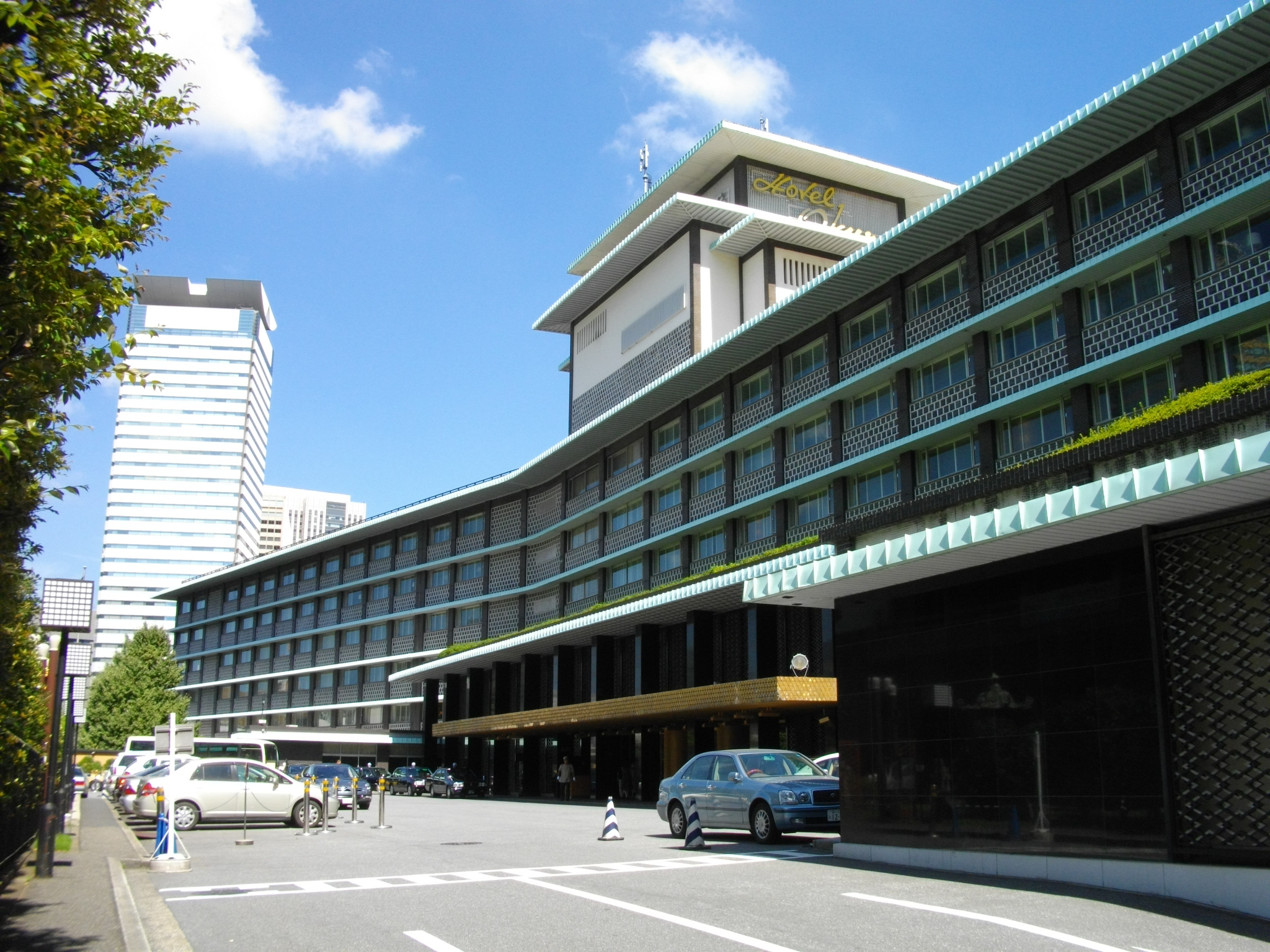
1962 Aile principale, 2010
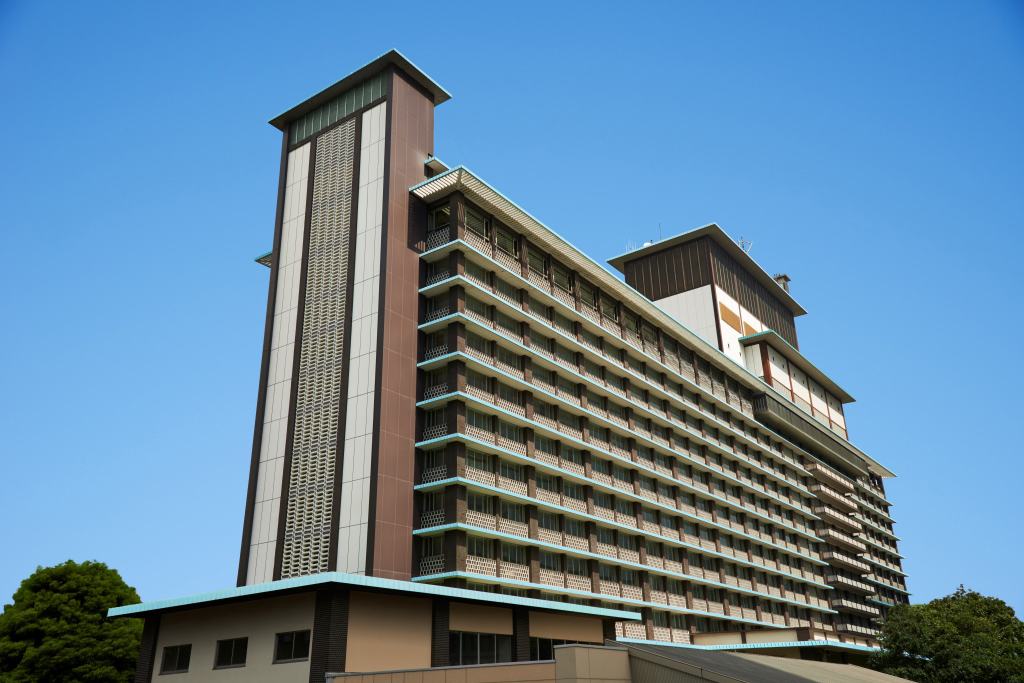
1973 Aile Sud, 2015
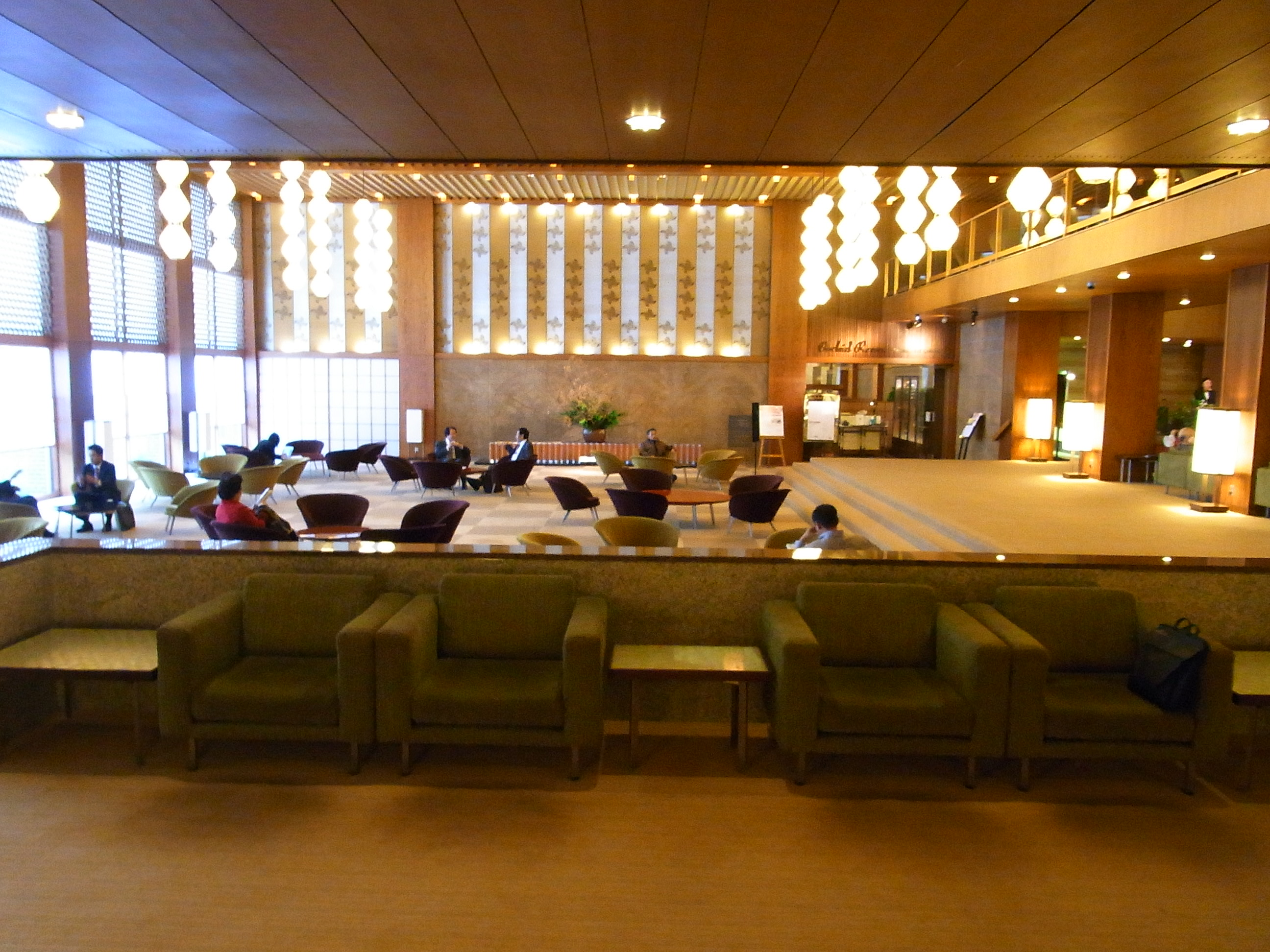
1962 Aile principale, hall, 2010
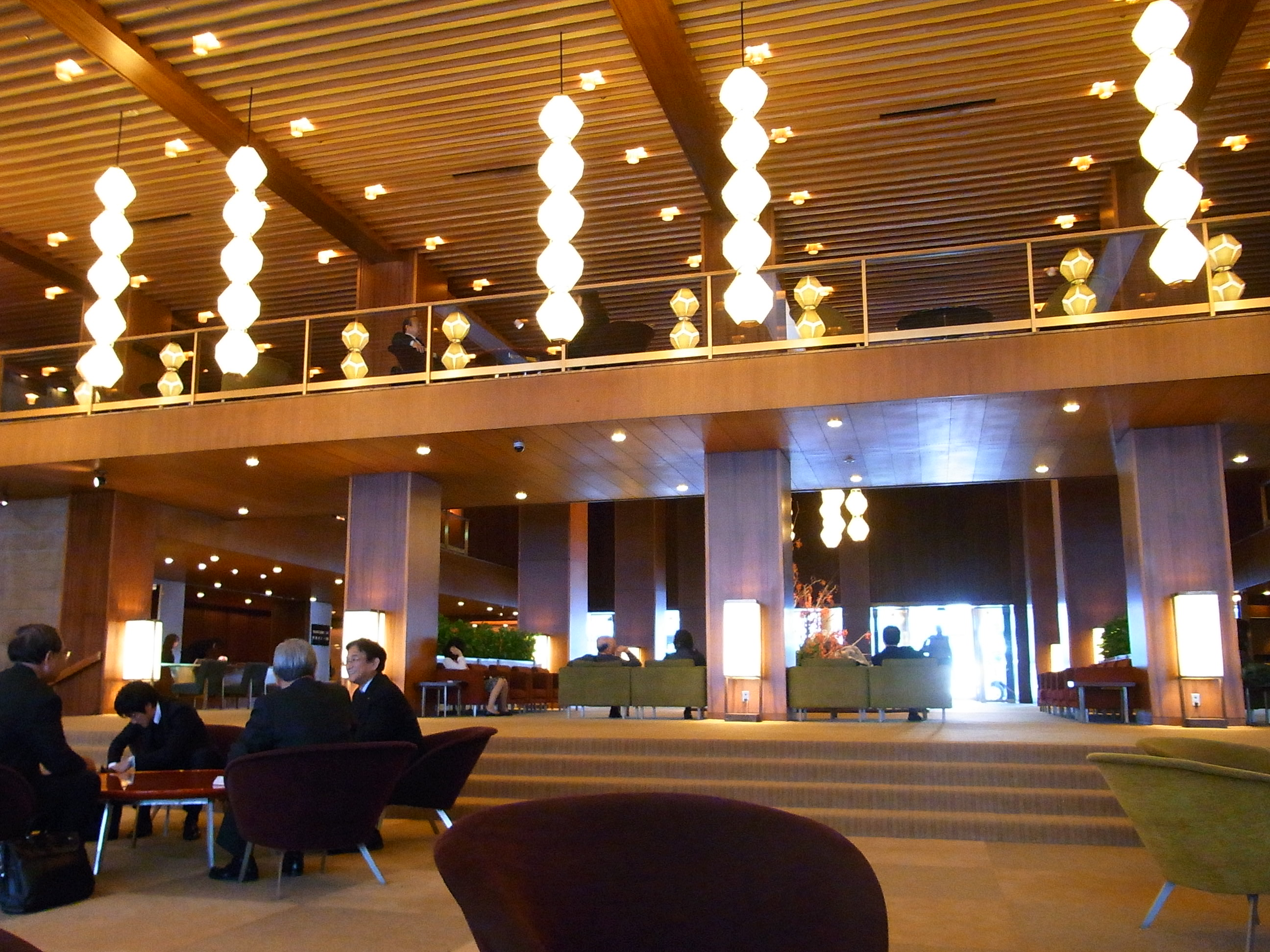
1962 Aile principale, hall, 2010
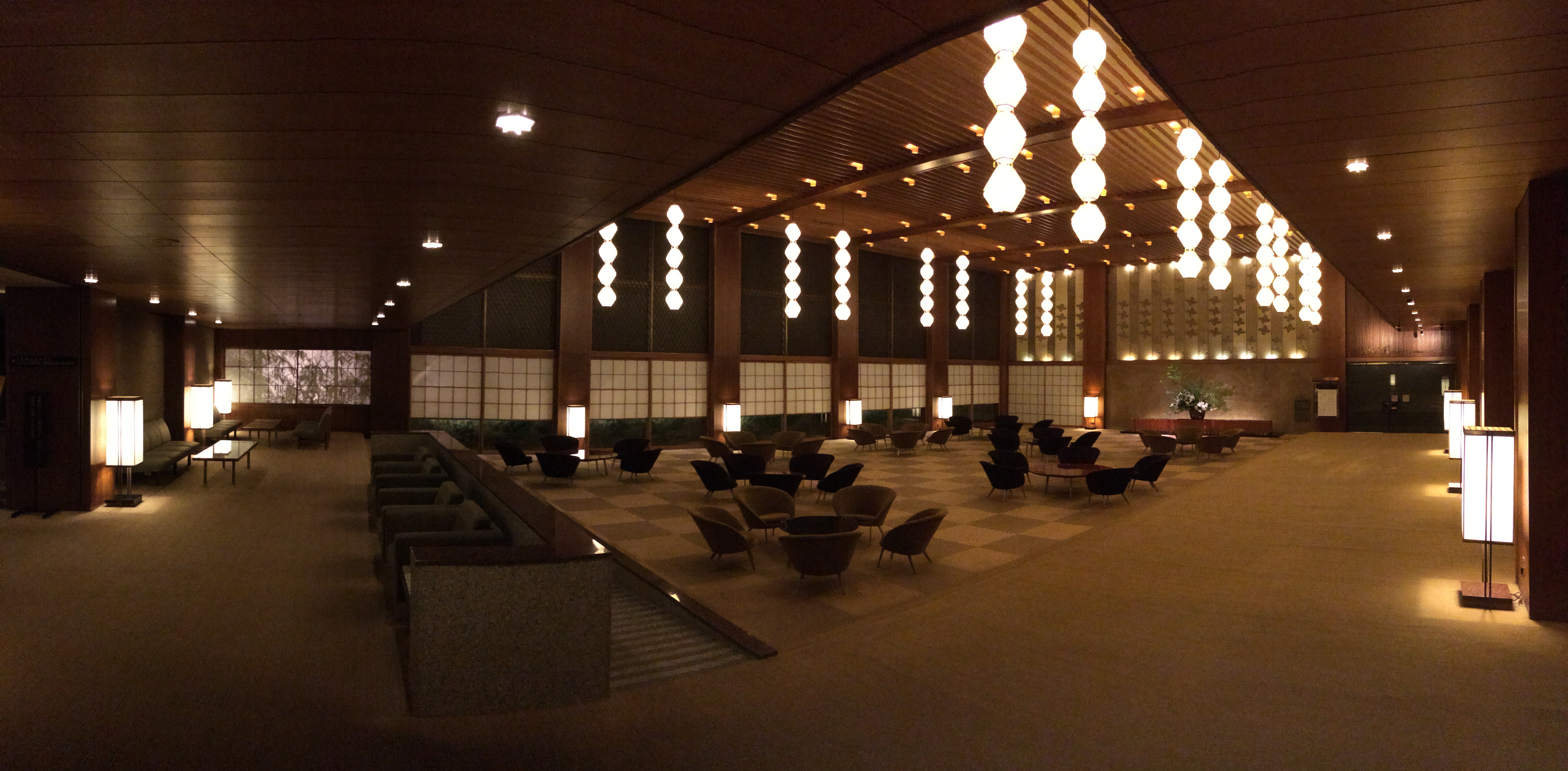
1962 Aile principale, hall, 2015
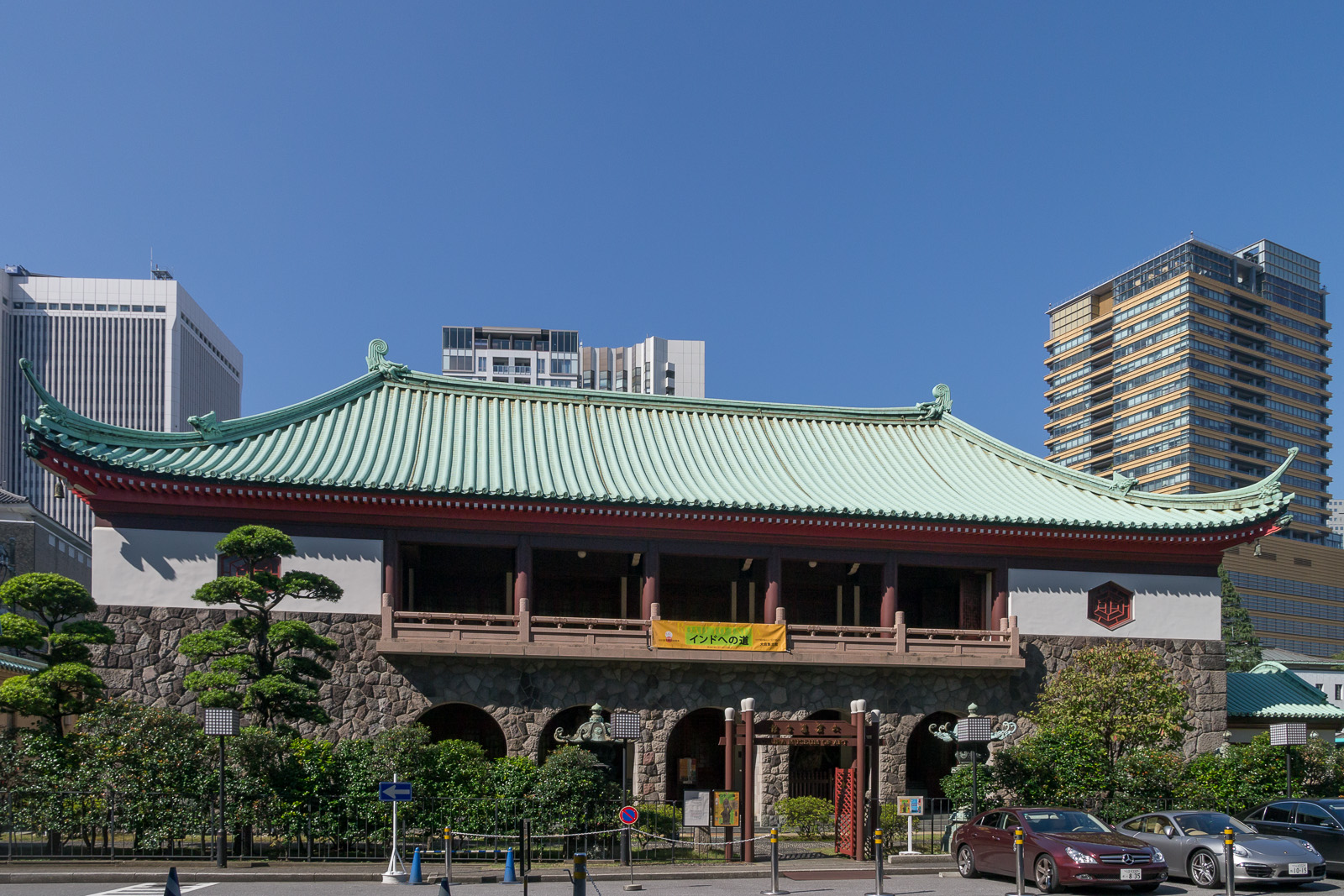
Musée d'Art d'Okura, 2012